# Хелст, Бартоломеус ван дер
Бартоломеус ван дер Хелст, устаревшее: Гельст (нидерл. Bartholomeus van der Helst; ок. 1613, Харлем — 16 декабря 1670, Амстердам) — голландский живописец, рисовальщик и гравёр. В основном писал индивидуальные портреты, а также групповые портреты регентов и голландских ополченцев.

## Биография
Хелст, сын трактирщика, родился в Харлеме. В связи с женитьбой в 1636 году переехал в Амстердам, прожил там всю жизнь и никогда не выезжал из Голландии. 4 мая 1636 года женился на восемнадцатилетней Анне дю Пир в Новой церкви (Nieuwe Kerk). Ван дер Хелст, скорее всего, был учеником Николаса Элиаса Пикеноя. Подобно Рембрандту и Франсу Халсу, он не был в Италии. Достоверно неизвестно, учился ли он у Рембрандта, жившего в Амстердаме в одно время с ним, но Хелст усвоил некоторые приёмы портретного стиля Рембрандта, а также Франса Халса.
Основными заказчиками художника стали представители городского управления, сюжетами — празднества стрелков, присуждение призов, фигуры управителей и попечителей богоугодных заведений, синдиков городских корпораций. Самая ранняя работа Ван дер Хелста датируется 1637 годом и представляет собой групповой портрет четырёх членов попечительского совета Валлонского приюта. В 1642 году художник написал портрет бургомистра Андриса Бикера с женой и сыном.

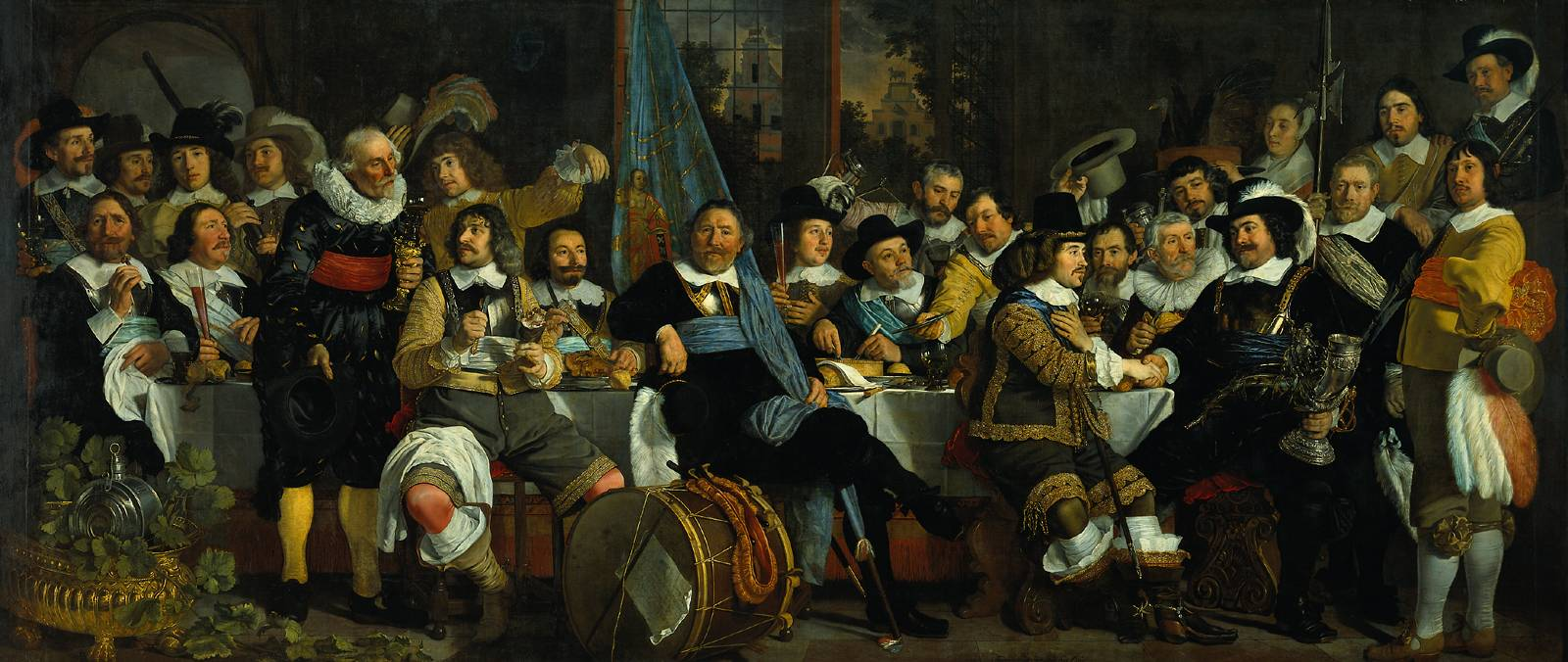
Празднование Мюнстерского мира 18 июня 1648 года в штабе гражданской гвардии арбалетчиков Святого Георгия в Амстердаме. 1648. Холст, масло. Рейксмюсеум, Амстердам

Народное ополчение стрелков VIII округа Амстердама во главе с капитаном Рулофом Биккером и лейтенантом Яном Михилшом Блау. Между 1639 и 1643. Холст, масло. Рейксмюсеум, Амстердам

Шестью годами спустя создан шедевр Хелста — огромный групповой портрет «Торжество по поводу подписания Мюнстерского мира». В этой картине талант автора проявился в создании сложной многофигурной композиции, при этом все изображённые персонажи индивидуальны и легко узнаваемы.
Ван дер Хелст принимал активное участие в основании Амстердамского художественного братства (Amsterdamse kunstbroederschap), а также в 1654 году Гильдии Святого Луки (Sint-Lucasgilde).
В это же время, в 1642 году, ван дер Хелст написал одну из шести картин, заказанных городским ополчением мушкетёров Амстердама. Эта картина находится в Рейксмюсеуме (Городском музее) Амстердама, там же, где и знаменитый «Ночной дозор» Рембрандта, так что посетители могут сравнить произведения обоих художников на одну тему. Долгое время произведение Хелста считалось равным «Ночному дозору». Картина называется «Народное ополчение восьмого округа», ранее она находилась в квартире общества мушкетёров на соседней стене с «Ночным дозором».
Английский художник Джошуа Рейнольдс, посетивший Амстердам в 1781 году, сравнивал эту картину со всеми виденными им ранее портретами и нашёл в ней наивысшее воплощение всех тех качеств, которые должны быть присущи идеальной картине.
Ко времени переселения Хелста в Амстердам Рембрандт был в зените славы. Однако всё большую популярность завоёвывал изящный стиль Антониса Ван Дейка, и одним из представителей этого стиля был Хелст. В течение 1640-х годов художник стал ведущим портретистом Амстердама и затмил даже Рембрандта. Проработанные в деталях, утончённые портреты Хелста, которые к тому же слегка приукрашивали портретируемых, нравились публике больше, чем поздние работы Рембрандта, становившиеся всё более серьёзными, отмеченными глубоким самоанализом. При этом Хелст относился к числу тех живописцев, которые умели угождать требованиям высокопоставленных заказчиков, оставаясь на позициях истинного искусства. Его живописная техника была отточенной: он умел мастерски воспроизводить материальную достоверность изображаемых вещей, непринуждённость позы и жеста модели.
Окружённый почётом, и ни в чём не нуждаясь, художник до конца жизни жил в Амстердаме и занимался образованием своего сына, Лодевейка ван дер Хелста, который также стал живописцем, хотя и менее известным.
При жизни влияние Хелста на других художников было значительным. Ученики Рембрандта, такие как Фердинанд Бол и Говерт Флинк, приближались к стилю Хелста. Но в целом творчеству Хелста не хватало рембрандтовской глубины и значительности образов. Именно это не позволило его произведениям стать рядом с портретами Рембрандта и Халса, хотя большинство современников считало, что Хелст превосходит их обоих. К известным произведениям Хелста относятся «Портрет проповедника», «Семья Репмакер», «Три арбалетчика», «Портрет молодой принцессы и её кормилицы», «Портрет Паулюса Поттера», «Портрет художника Флинка», «Представление новобрачной родителям новобрачного», «Новый рынок в Амстердаме».

## Галерея

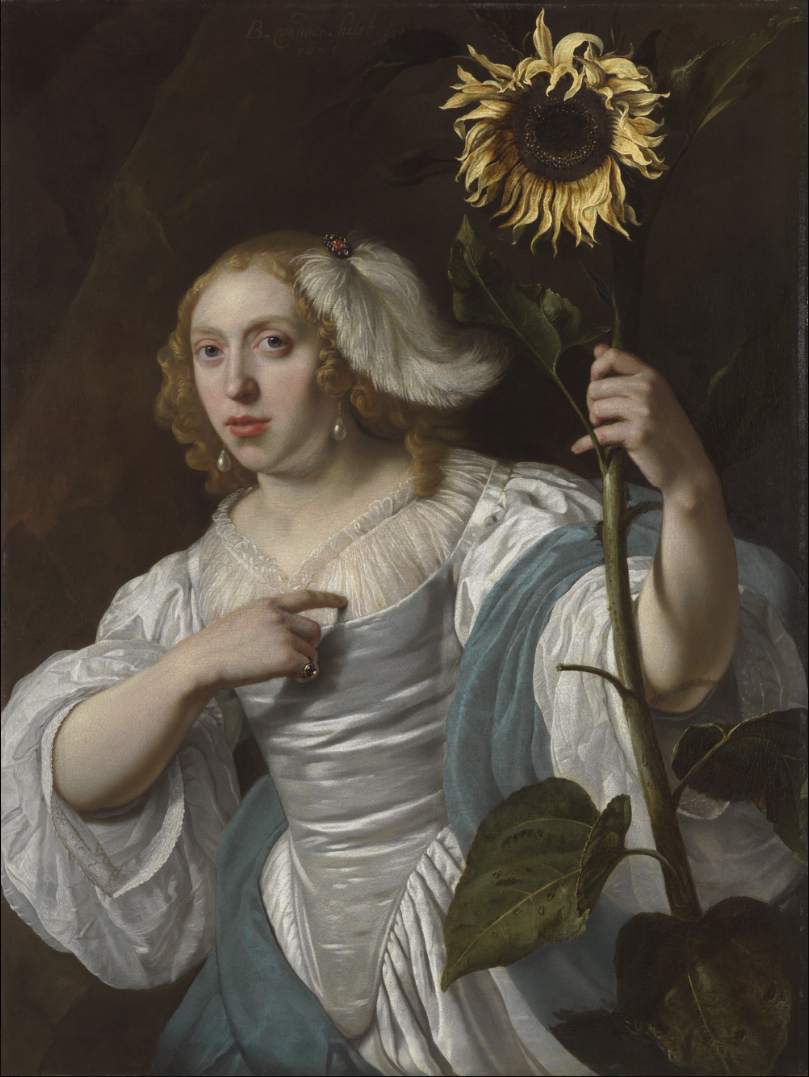
Молодая женщина, держащая подсолнух. 1670. Холст, масло. Частное собрание
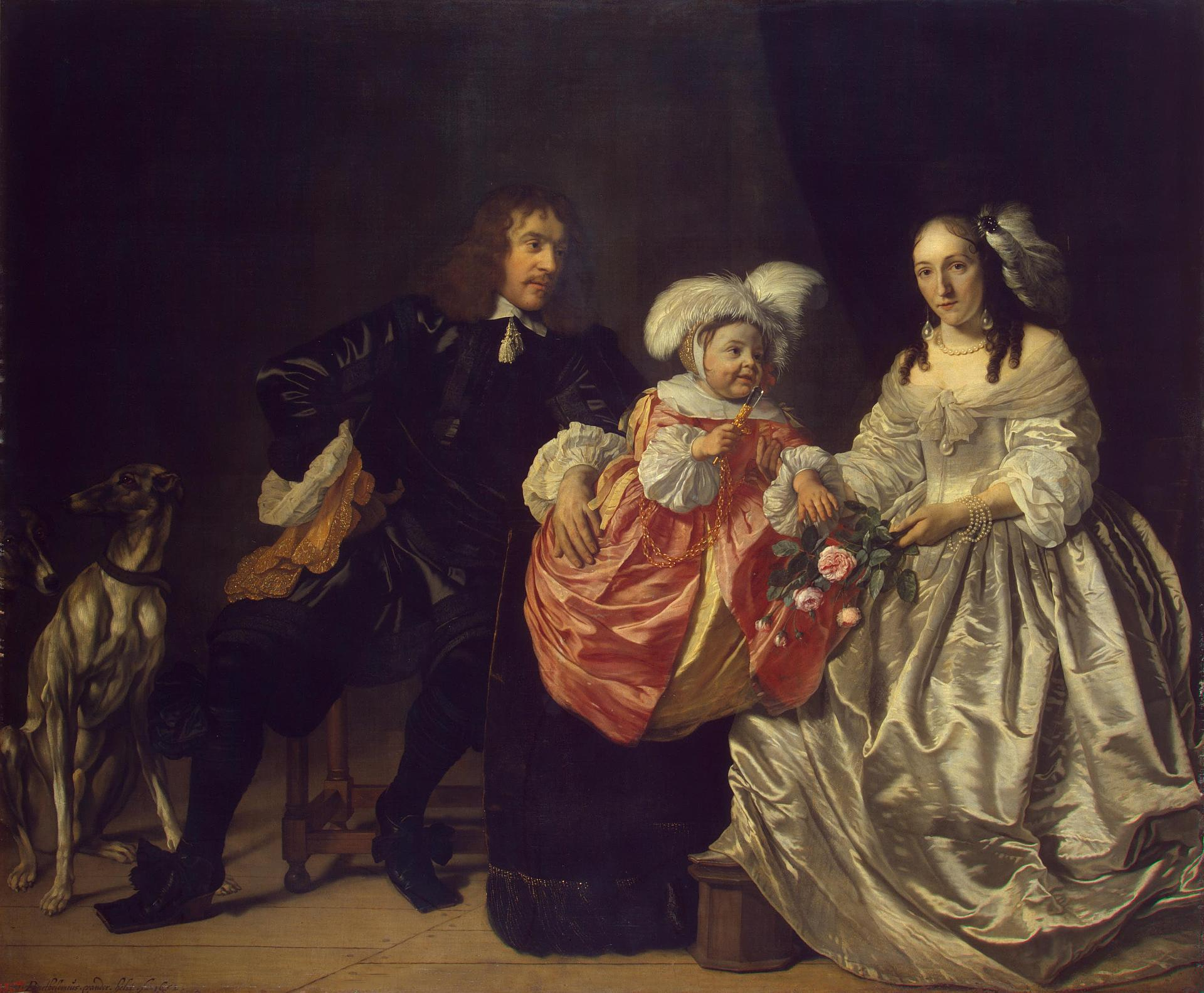
Питер Лукас ван де Венне и Анна де Карпентьер (Семейный портрет). 1652. Холст, масло. Государственный Эрмитаж, Санкт-Петербург
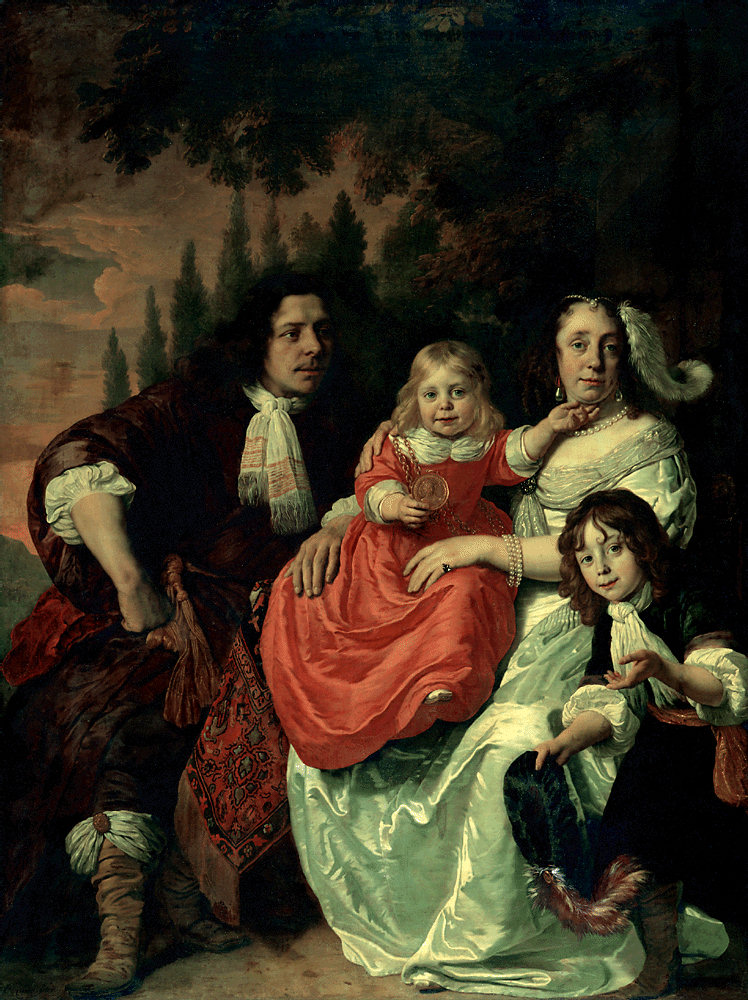
Семья Репмакер. 1669. Холст, масло. Лувр, Париж
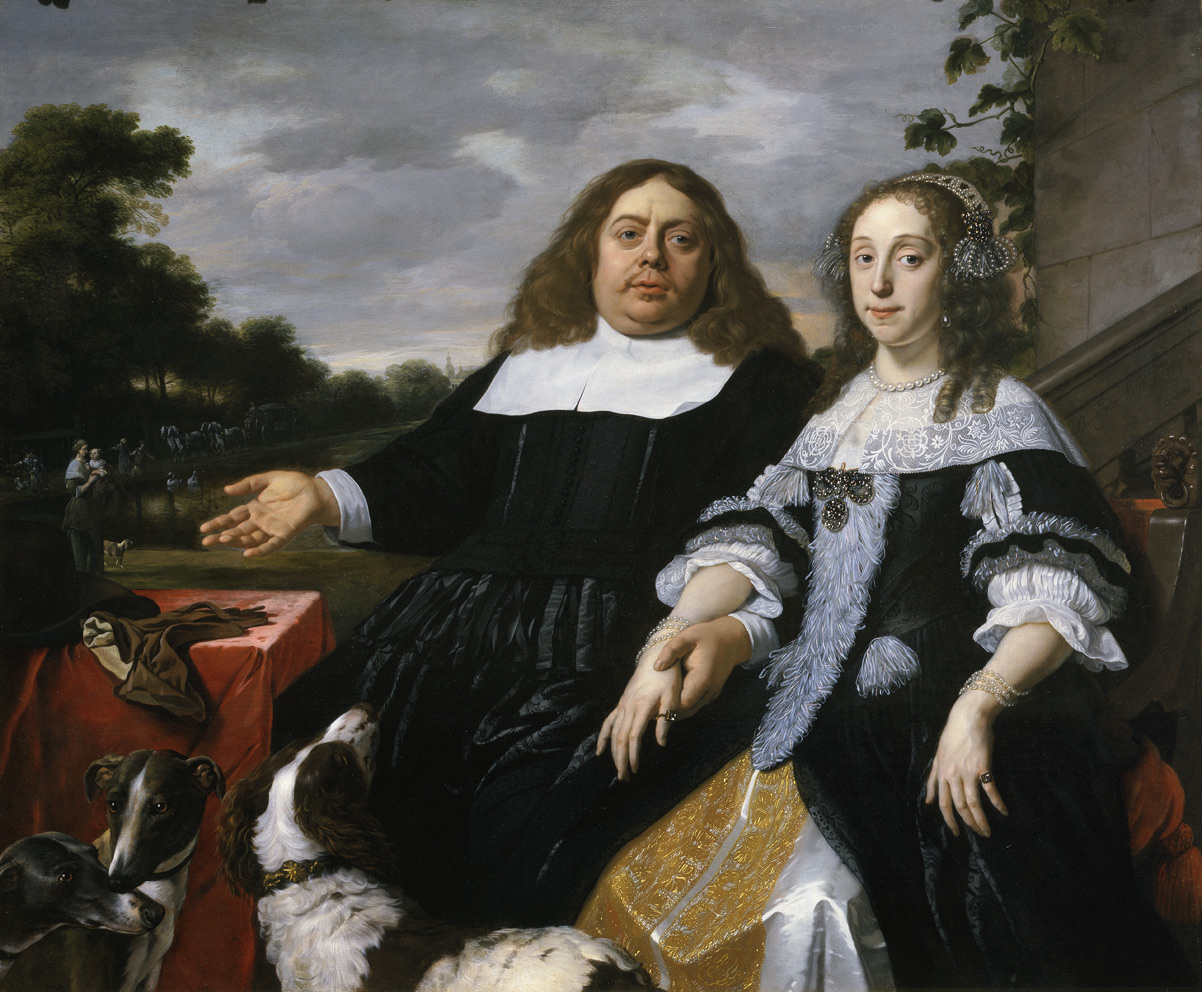
Двойной портрет Яна Якобса Хинлопен и Люсии Вейбрантс. 1666. Холст, масло. Частное собрание
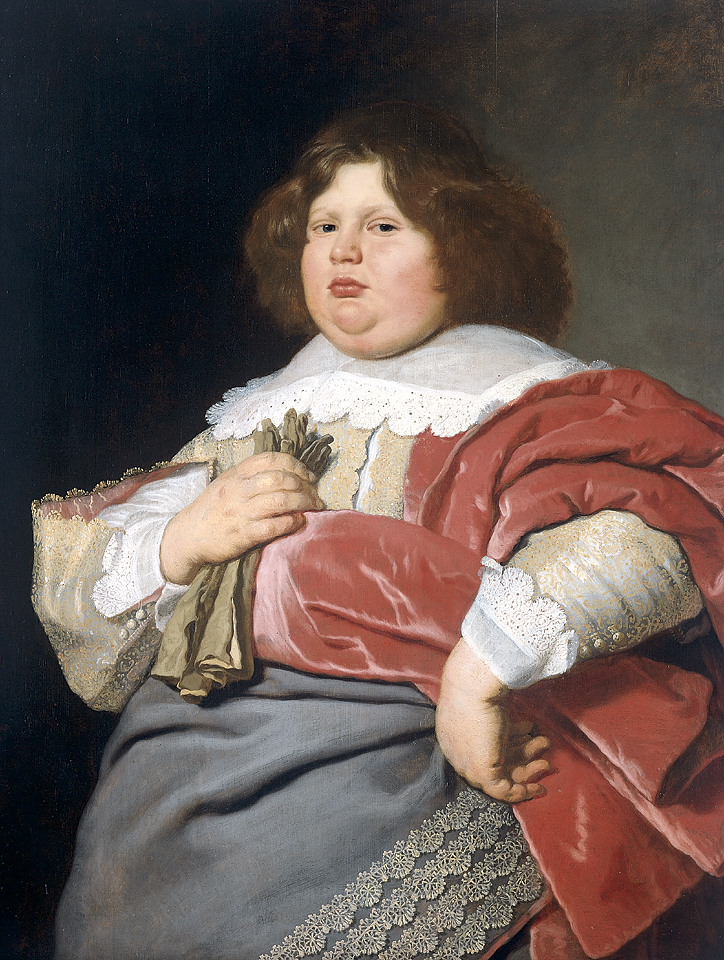
Герард Андрис Бикер. между 1640 и 1652. Дерево, масло. Рейксмюсеум, Амстердам
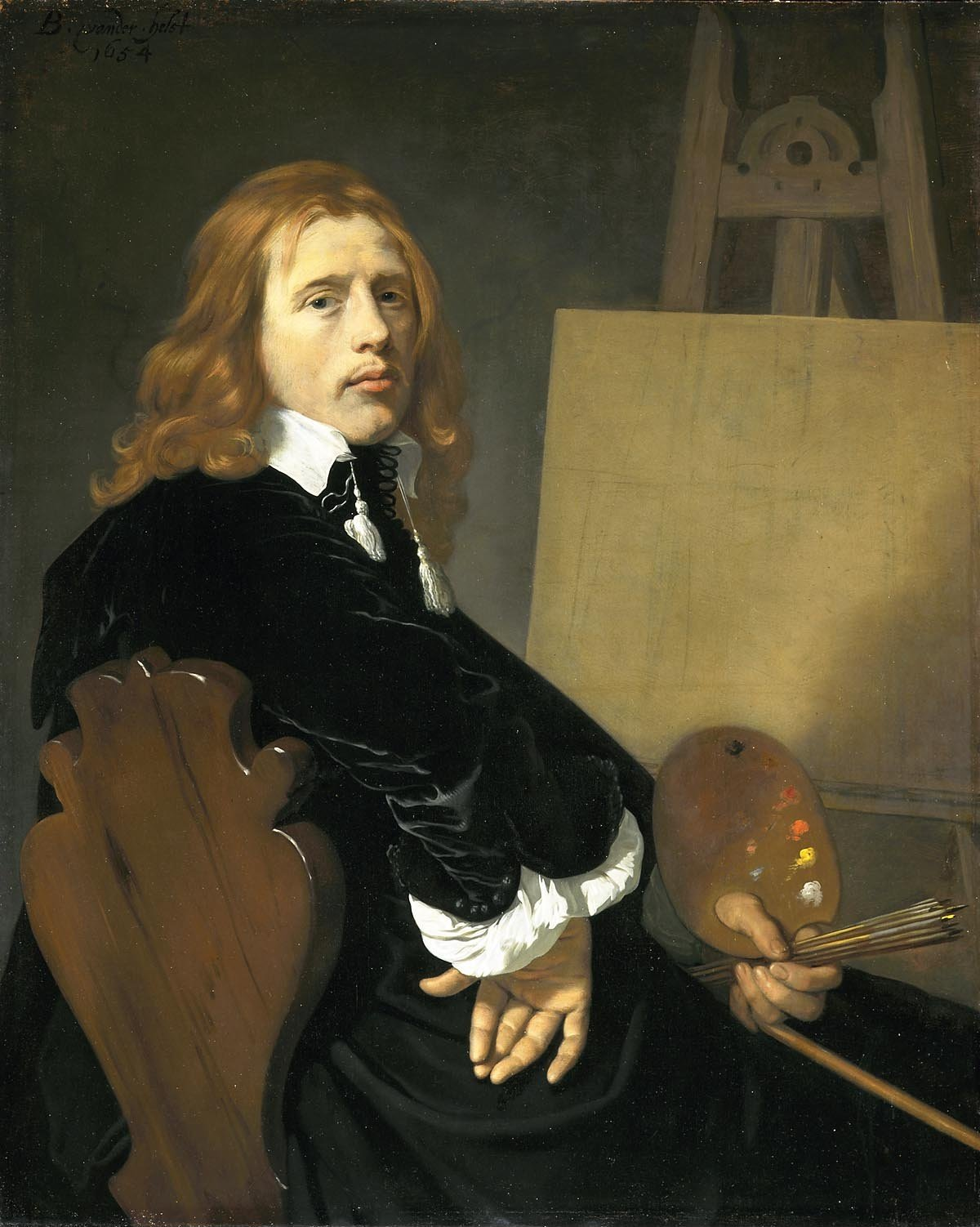
Паулюс Поттер. 1654. Холст, масло. Маурицхёйс, Гаага
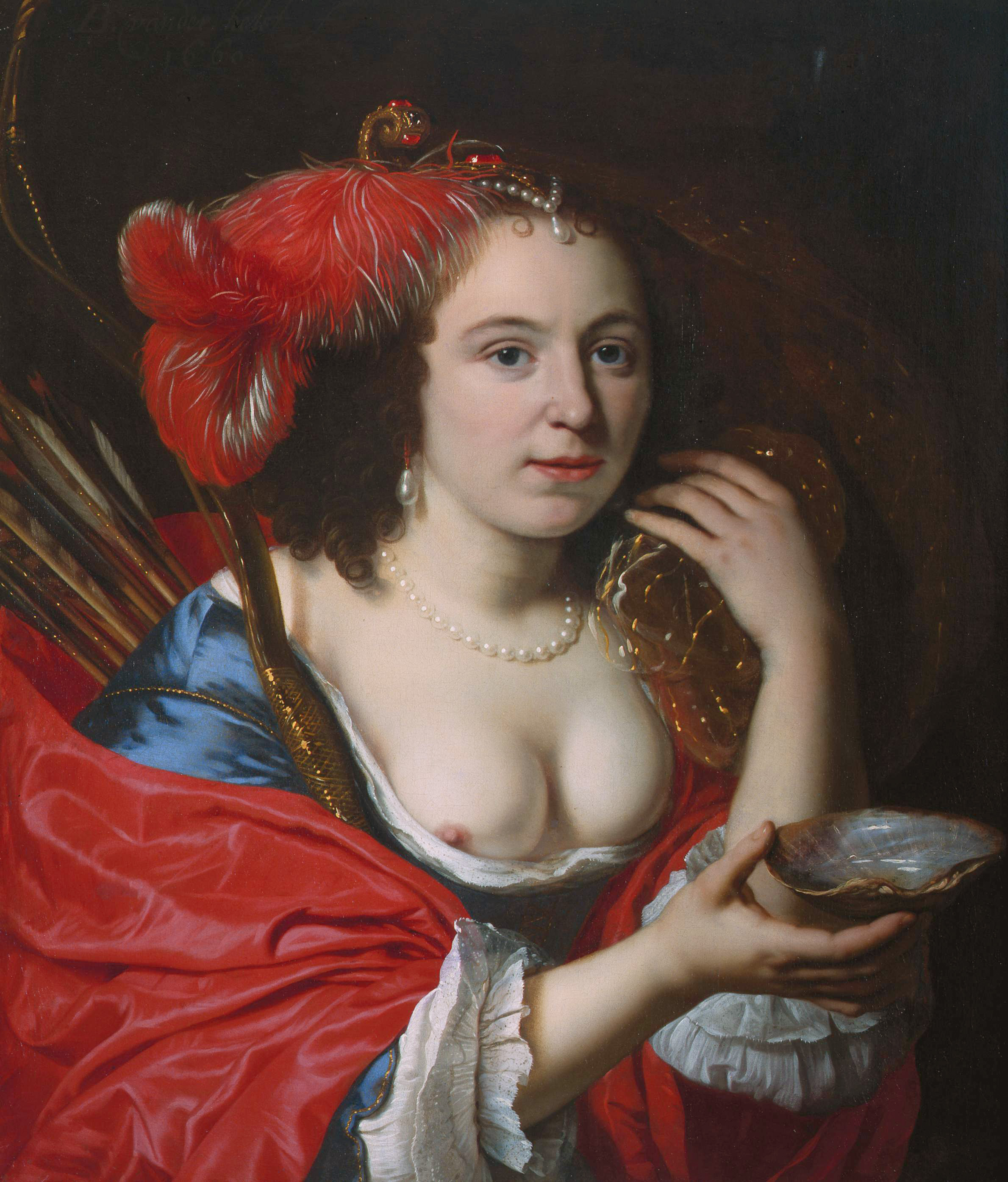
Анна дю Пир в образе Граниды. 1660. Холст, масло. Национальная галерея, Прага
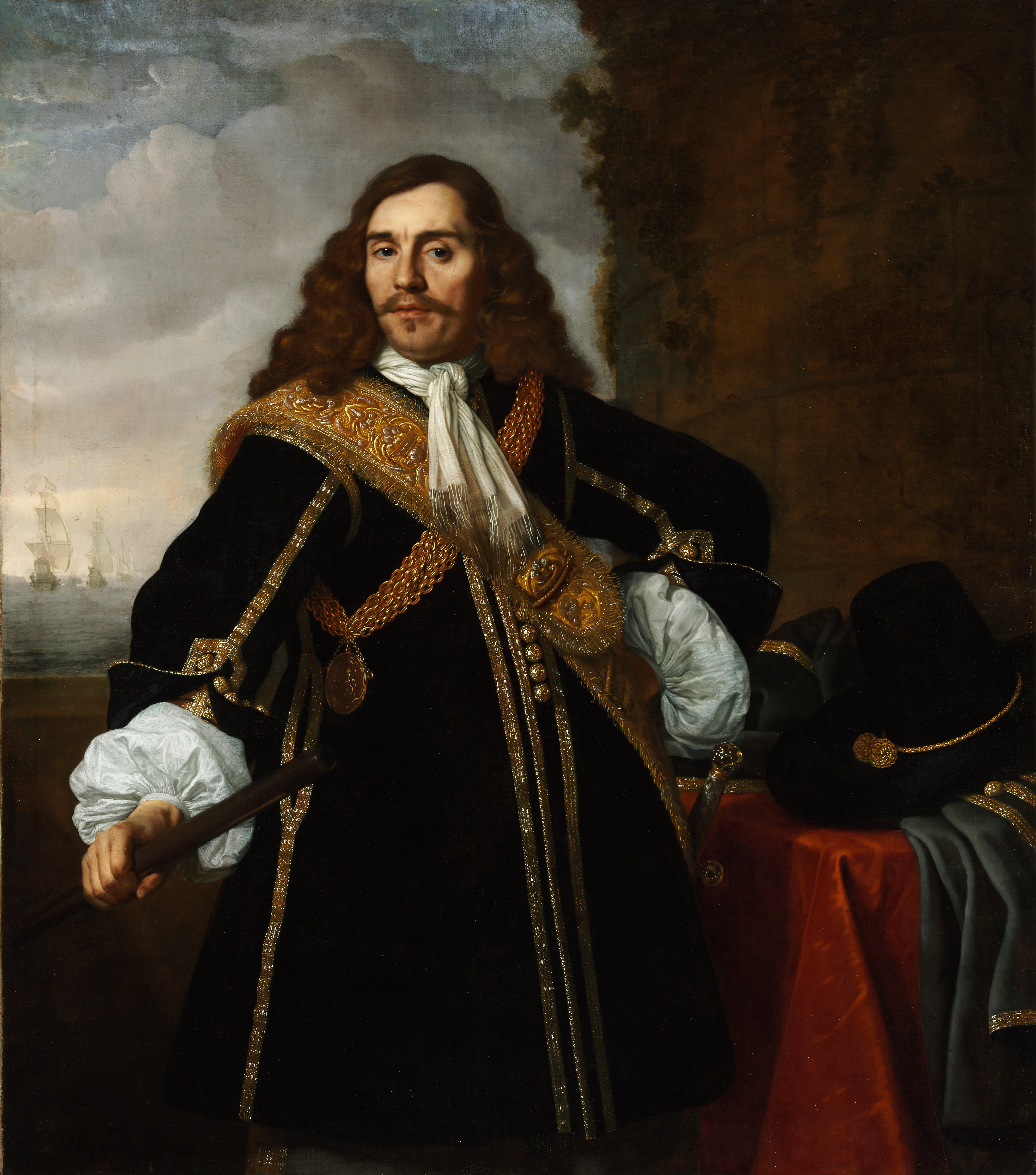
Портрет капитана Гидеона де Вилдта. 1657. Холст, масло. Музей изобразительных искусств, Зугло, Венгрия
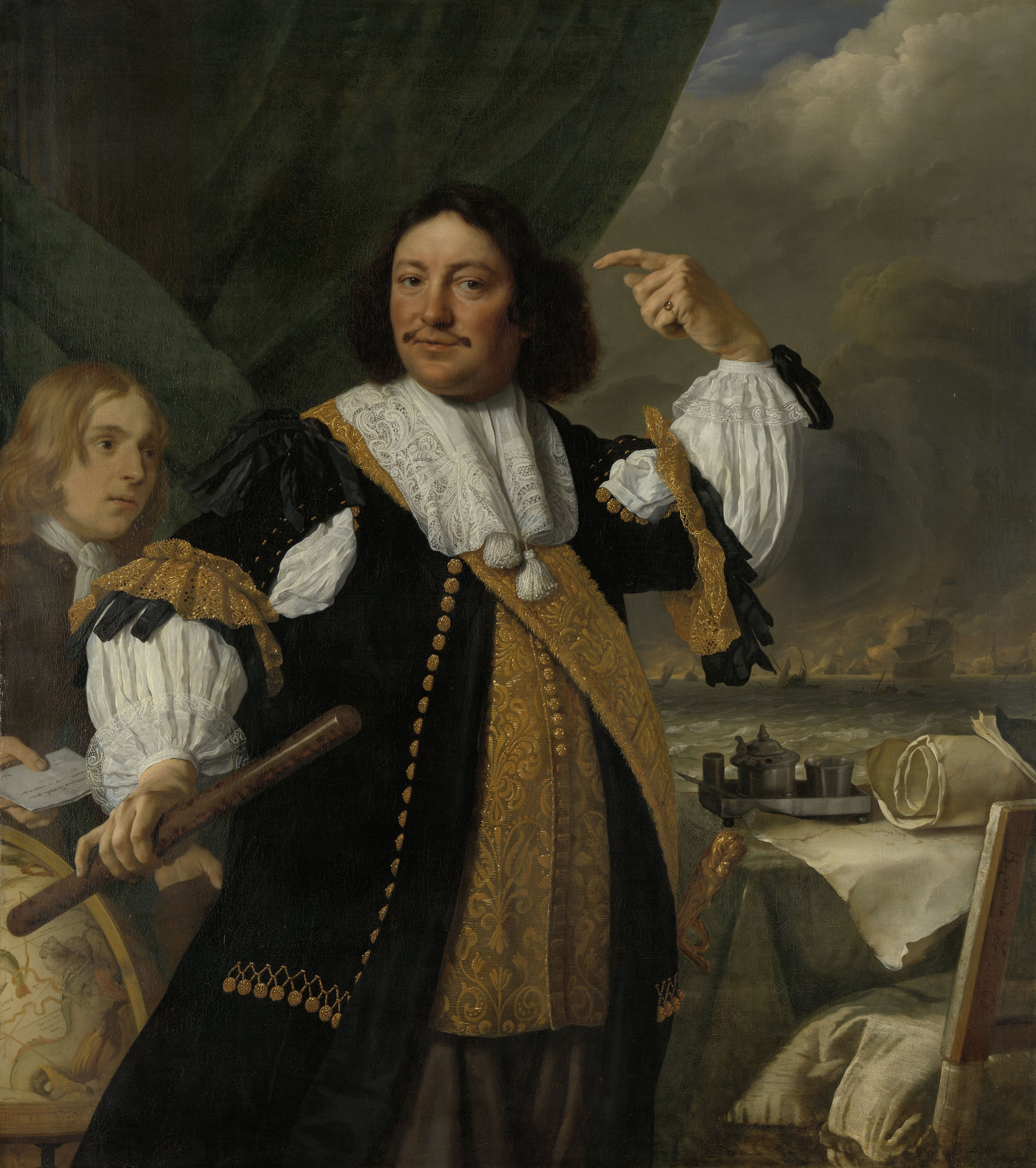
Лейтенант-адмирал Арт ван Нес. 1668. Холст, масло. Рейксмюсеум, Амстердам
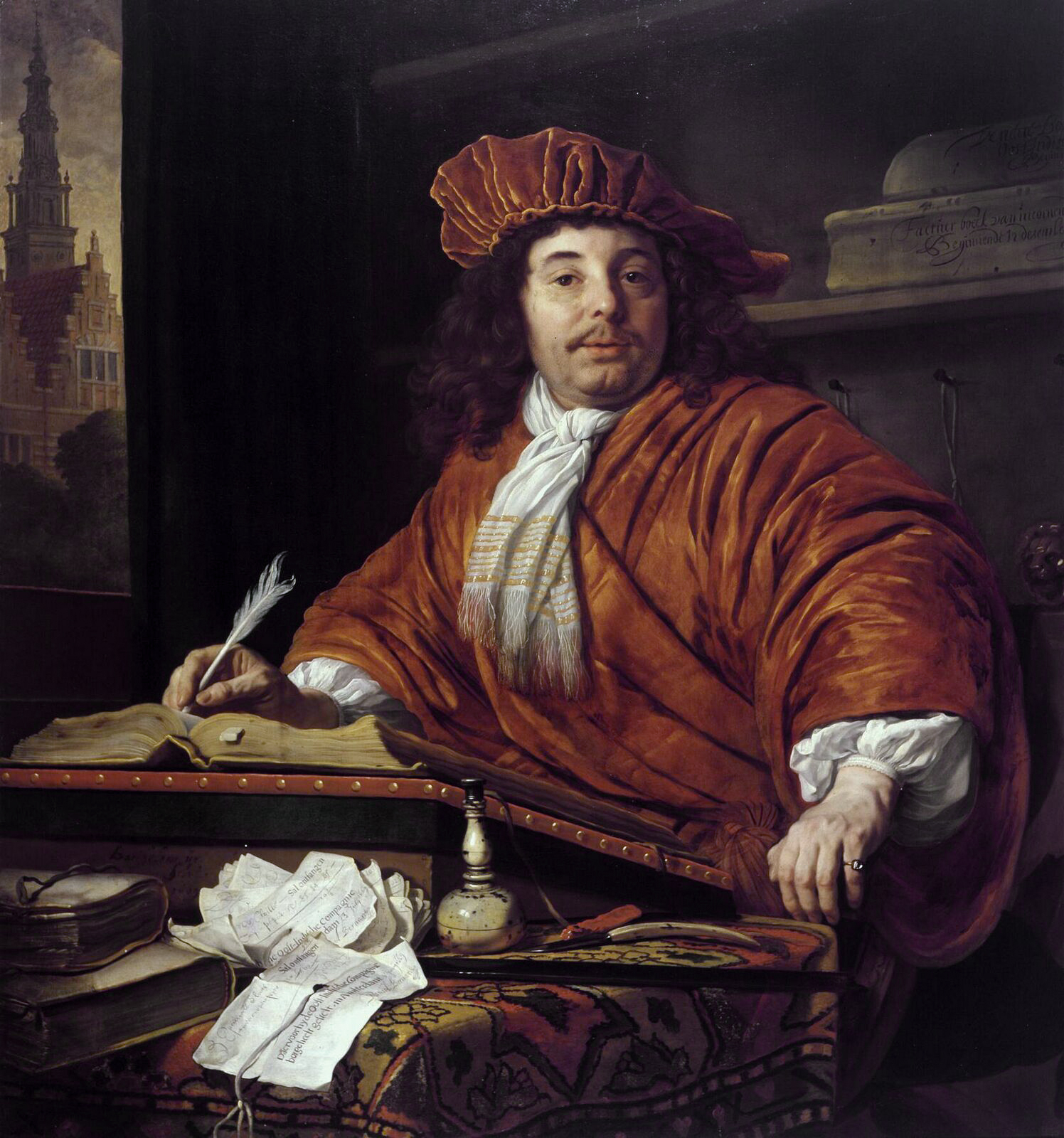
Портрет судовладельца Даниеля Бернарда. 1669. Холст, масло. Исторический музей, Амстердам
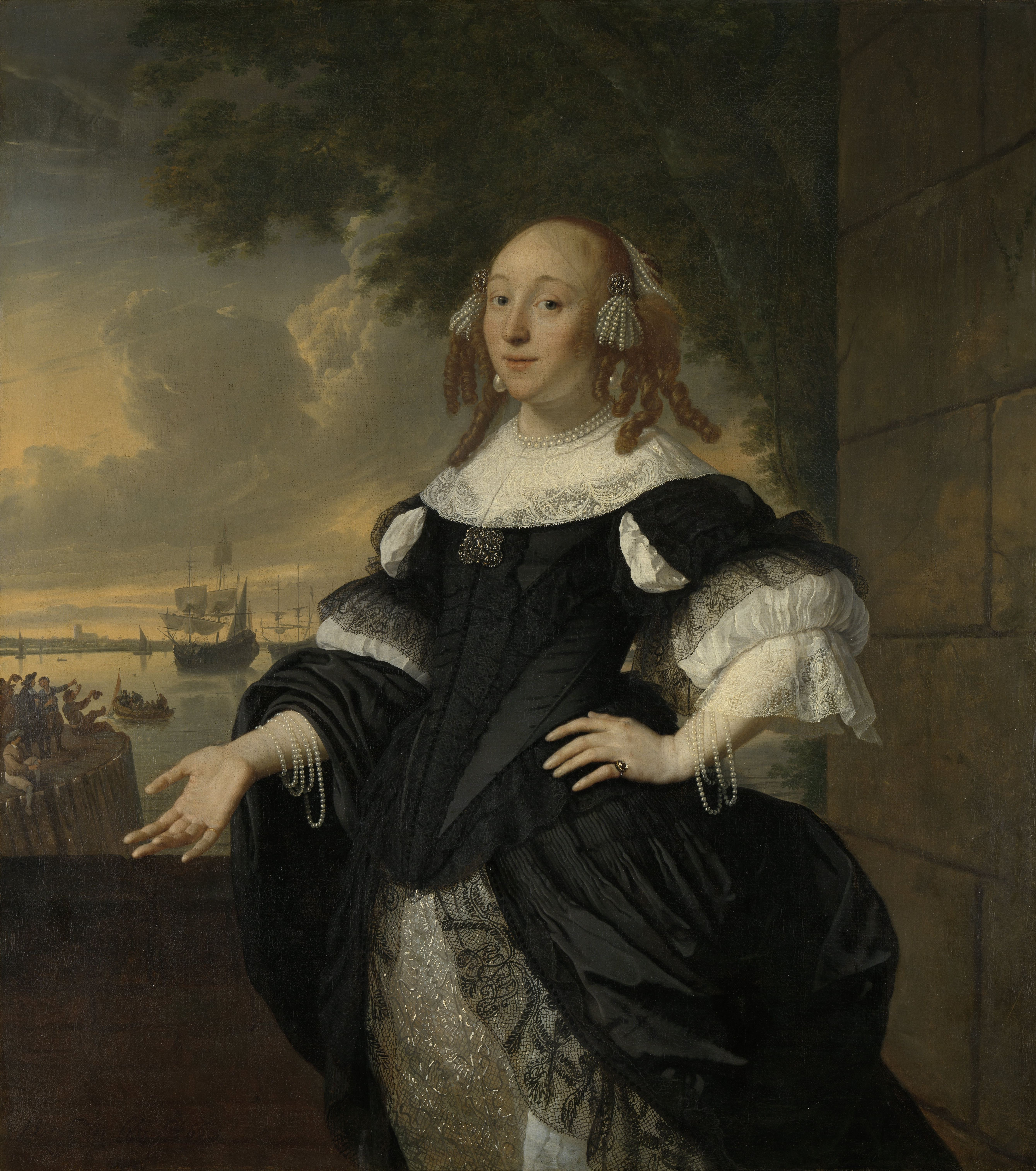
Портрет Гертруды ден Дуббелде, жены лейтенанта-адмирала Арта ван Неса. 1668. Холст, масло. Рейксмюсеум, Амстердам
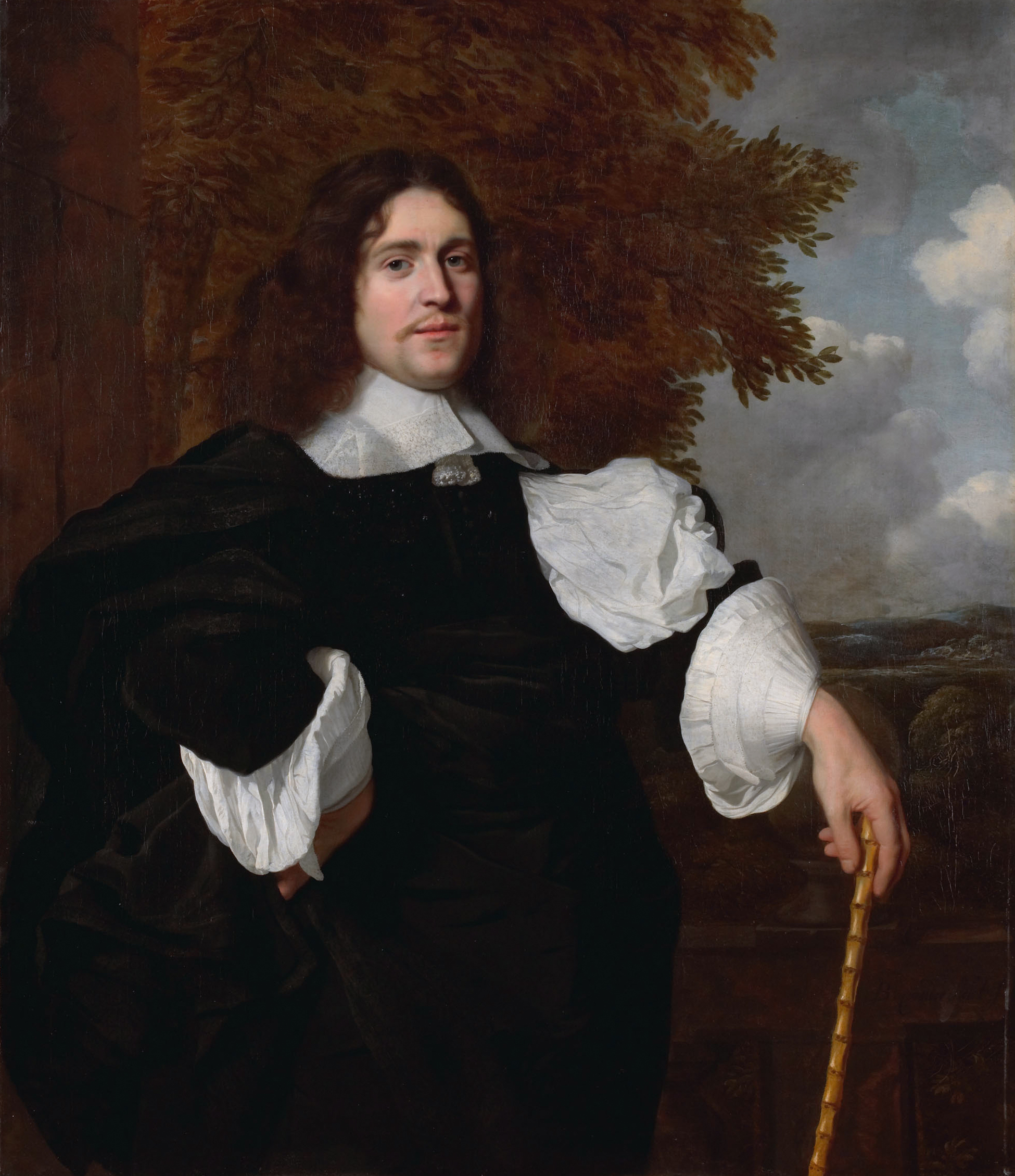
Якоб Трип. Между 1650 и 1660. Холст, масло. Рейксмюсеум, Амстердам
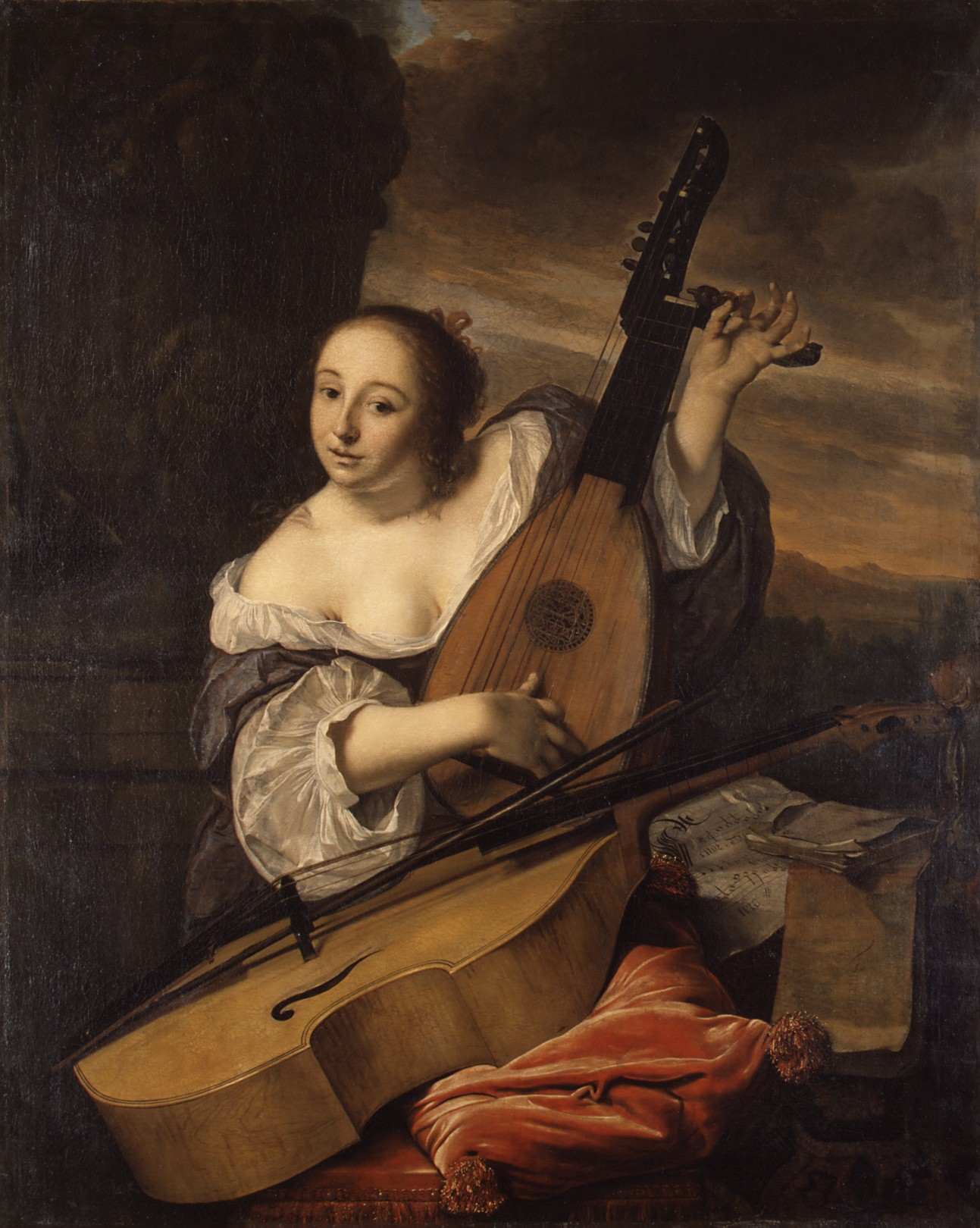
Музыкантша. 1662. Холст, масло. Метрополитен-музей, Нью-Йорк
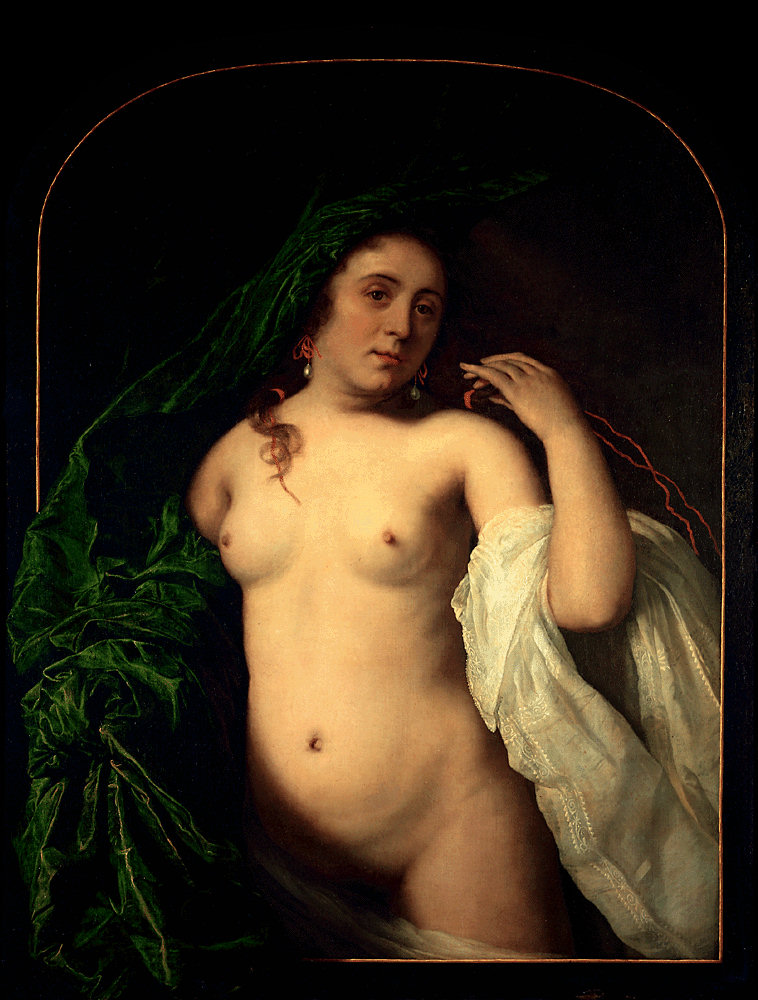
Обнажённая с занавеской. 1658. Холст, масло. Лувр, Париж